# Glimminge, Östra Göinge kommun

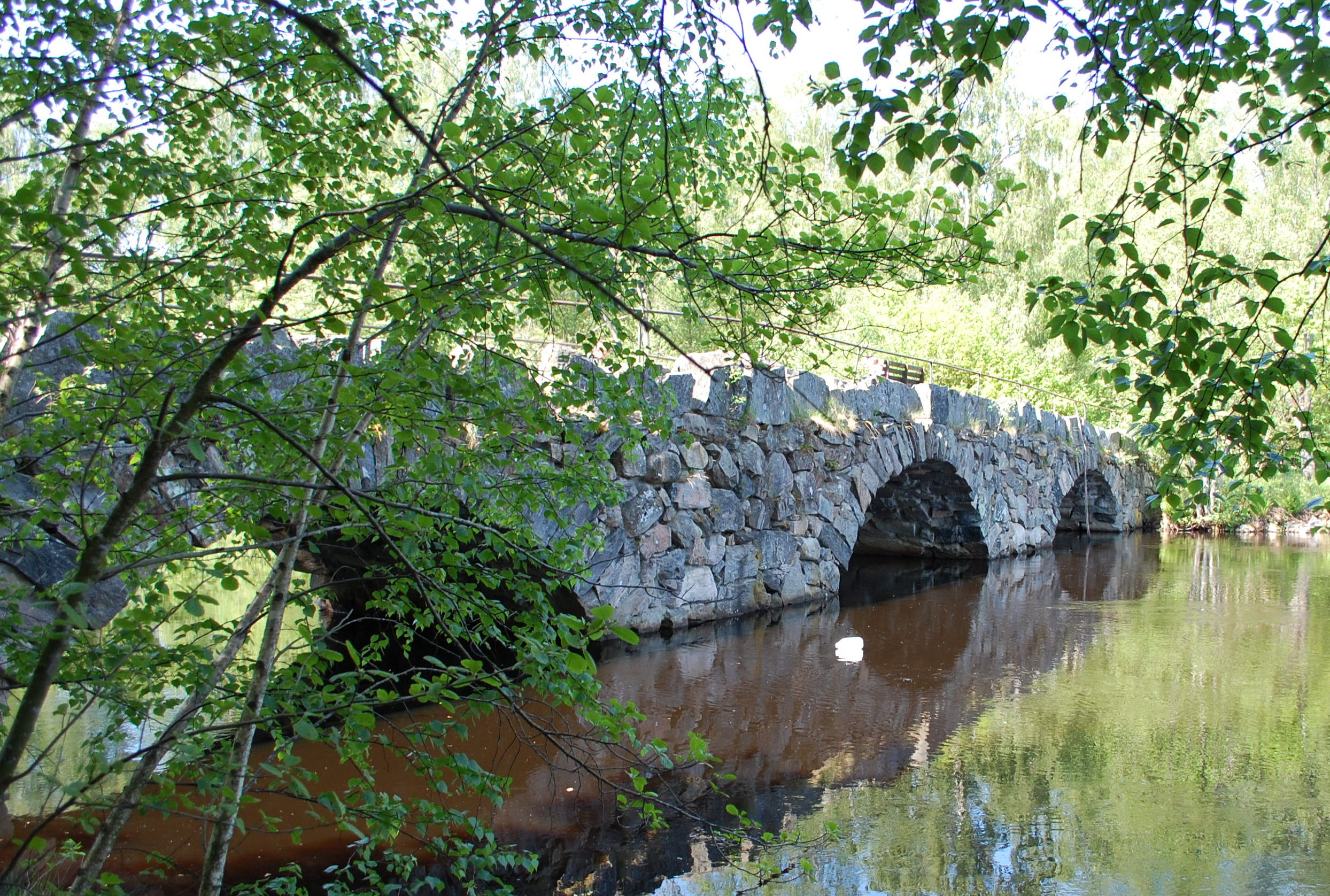
Stenvalvsbron över Helge å

Glimminge by är ett stationssamhälle i Östra Göinge kommun, Nordöstra Skåne. 
Glimminge station är första stationen efter Hästveda, på Hästveda-Karpalunds Järnväg, vilken övertogs först av Östra Skånes Järnvägar och senare av Statens Järnvägar.[källa behövs]
Glimminge hade järnvägsstation, post, lanthandel, koloni, sommarpensionat (Sjöhagen) badplats och stenbrott.
På andra sidan av stenbron över Helge å låg Nordanå vattenmölla och sågverk. Husen revs när Njura kraftverk byggdes på 1960-talet. På järnvägen från Broby kan man cykla dressin. På ”Glimminge Station”. http://www.glimmingestation.se. finns vandrarhem i tågvagnar samt kanotuthyrning.
Glimminge station var kommunikation ut i världen för bland andra Östanå, Nordanå, Möllarp, Hemmestorp, Kattarp och Njura.Till Östanå pappersbruk gick det ett 3,5 kilometer långt industrispår för transporter till företaget.
Från början var det smalspår (600 m/m). År 1958 breddades spåret till normalspår.